# Jankov Most
Jankov Most (izvirno srbsko Јанков Мост; romunsko Iancăid) je naselje v Srbiji, ki upravno spada pod Občino Zrenjanin; slednja pa je del Srednjebanatskega upravnega okraja.

## Demografija
V naselju živi 543 polnoletnih prebivalcev, pri čemer je njihova povprečna starost 48,2 let (45,3 pri moških in 51,2 pri ženskah). Naselje ima 237 gospodinjstev, pri čemer je povprečno število članov na gospodinjstvo 2,68.
|  |

| Demografija | Demografija     | Demografija     |
| Leto        | Št. prebivalcev | Št. prebivalcev |
| ----------- | --------------- | --------------- |
|             |                 |                 |
|             |                 |                 |
|             |                 |                 |
|             |                 |                 |
| 1948        | 1070            |                 |
| 1953        | 1101            |                 |
| 1961        | 1057            |                 |
| 1971        | 977             |                 |
| 1981        | 841             |                 |
| 1991        | 752             | 736             |
| 2002        | 639             | 636             |
|             |                 |                 |

| Etnična sestava po popisu iz leta 2002 | Etnična sestava po popisu iz leta 2002 | Etnična sestava po popisu iz leta 2002 | Etnična sestava po popisu iz leta 2002 | Etnična sestava po popisu iz leta 2002 |
| -------------------------------------- | -------------------------------------- | -------------------------------------- | -------------------------------------- | -------------------------------------- |
| Romuni                                 | Romuni                                 |                                        | 384                                    | 60,37%                                 |
| Srbi                                   | Srbi                                   |                                        | 183                                    | 28,77%                                 |
| Romi                                   | Romi                                   |                                        | 20                                     | 3,14%                                  |
| Madžari                                | Madžari                                |                                        | 14                                     | 2,20%                                  |
| Jugoslovani                            | Jugoslovani                            |                                        | 10                                     | 1,57%                                  |
| Hrvati                                 | Hrvati                                 |                                        | 2                                      | 0,31%                                  |
| Nemci                                  | Nemci                                  |                                        | 2                                      | 0,31%                                  |
| Muslimani                              | Muslimani                              |                                        | 1                                      | 0,15%                                  |
| Neznano                                | Neznano                                |                                        | 9                                      | 1,41%                                  |